# 和田洋一
和田洋一（1959年5月28日—），是日本电子游戏与发行公司史克威尔艾尼克斯及子公司太东的原会长与代表董事。他现为史克威尔艾尼克斯旗下云游戏公司神罗科技的负责人以及电脑娱乐供应商协会理事与数字内容使用促进大会的副主席。

## 生平

### 前史克威尔时期
1959年5月25日出生于日本爱知县名古屋市。在学生时期，和田想将公司总裁作为职业，而非在整个生涯一直在公司工作。他给自己设定的目标是40岁为总裁。在获得东京大学法学学士学位后，为了建立业绩记录，他在金融服务集团与全球投资银行野村證券担当学徒。从1984年开始，他在集团的公司策略部门、投资银行部门和审计部门工作。他还在波兰华沙的日本外交部工作。他认为21世纪的一个主题是“创新社会”，在2000年，他决定加入“带着‘主题’的公司”，选择了电子游戏公司史克威尔。

### 艾尼克斯与史克威尔艾尼克斯
和田于2000年5月加入史克威尔。他在6月成为了执行董事和首席财务官，并于9月担任代表董事与首席运营官，最终于12月就职社长与首席执行官。他协助改革了公司的管理系统。在史克威尔和艾尼克斯合并后，他担任新公司的董事长与代表董事。在他的任期内，史克威尔艾尼克斯于2005年收购电子游戏公司Taito，2009年收购英国电子游戏发行商Eidos Interactive。和田还在2006年7月子公司Taito改组后担任董事长与代表董事。和田曾表示，合并一直是他自2000年来“计划的一部分”，因为他已经预见“行业重大改革的第一阶段”，并归结称“有一个限制是，史克威尔艾尼克斯能做什么，完全独立于公司企业文化工作范围之内”。2013年3月26日，和田洋一宣布他辞去史克威尔艾尼克斯CEO职务，并由原公司董事松田洋佑接替，该变动于2013年6月生效。
2014年9月，史克威尔艾尼克斯宣布在美国纽约成立云游戏技术的分公司“神罗科技”（Shinra Technologies），并且由和田洋一统领该公司的业务。

### 其他职务
和田从2006年5月起至2012年5月担任电脑娱乐供应商协会会长。该协会的宗旨是，通过研究活动与展览（如一年一度的东京游戏展），来促进电脑娱乐行业。在2008年9月，他还担任数字内容使用促进大会的副主席。

## 产业观点

### 最终幻想
在2010年1月，和田在回答对于史克威尔艾尼克斯《最终幻想XIII》等游戏“大制作，长开发期”的观点时，他认为“我们是否要继续在国内生产这种游戏还有待观察，因为我事实上觉得，参与《最终幻想XIII》的团队接下来应该转而创作一些‘次世代’游戏形式。我觉得国内外有一种期望，史克威尔艾尼克斯应该拿出一些新东西，我真觉得最终幻想团队应该创作一些完全不同的东西，但此刻，他们绝对迎合了现有的特定受众。”

### 盗版
和田认为盗版电子游戏“严重伤害”了产业，特别是日本的任天堂DS R4 烧录卡带。在2009年任天堂、史克威尔艾尼克斯和卡普空将问题诉诸法院后，R4在日本受到禁止。不过，和田认为“不管发生什么，该复制的总会被复制”，史克威尔艾尼克斯因此需要将生意建立在“一些不能被複製的东西”上；他引称，个性化的存档和“围绕社区人际关系价值构建的游戏”可能是解决方案。

### 在线发布
2009年，和田称“在10年的时间中，大量被我们称作‘游戏机游戏’的东西不复存在”。据他称，从2005年开始，游戏机制造商的主要策略从硬件转向网络，“任何类型的终端都成了潜在的平台”。他声称“所有经销商和销售公司都收到很大的负面影响”，索尼和微软等承担者都已做好了准备，而第三方公司则必须适应。史克威尔艾尼克斯已经预感到这种变化，而增加了社会和网页游戏的制作，但和田强调，对于传统品牌最终幻想等，“史克威尔艾尼克斯绝不会放松态度”，他认为“总是会有新旧同时存在的东西”。

## 个人生活
在青少年学生时，和田是《乓》、《太空入侵者》、《大金刚》和《太空战机》的爱好者。在华沙生活时，他还喜欢电脑游戏系列信长之野望和三国志。他认为在加入史克威尔前是个“未受教育的消费者”，他作为最终幻想的“狂热爱好者”但却不知道公司负责该系列。他特别喜欢早期3D游戏，包括《D》和神秘岛、生化危机和合金装备系列中的游戏。如今，和田尽可能主动尝试许多西方游戏——如《秘境探險2：盜亦有道》和《使命召唤：现代战争2》——并为史克威尔艾尼克斯职员提供关于这些游戏的意见。和田有个Twitter账户。